# 碘硅烷
碘硅烷是一种由硅、氢和碘构成的无机化合物，化学式为SiH3I。它在−157 °C时是无色晶体，属单斜晶系，空间群P21/c。

## 制备
碘硅烷是甲硅烷和碘之间的反应的最先生成产物，其他产物分别是二碘硅烷和三碘硅烷，最后生成四碘化硅。
它也可以由苯硅烷或氯苯硅烷和碘化氢反应而成：
{\displaystyle \mathrm {ClC_{6}H_{4}SiH_{3}+HI\longrightarrow C_{6}H_{5}Cl+SiH_{3}I} }

## 性质
碘硅烷和含[Co(CO)4]−的甲醚或乙醚溶液在低温下迅速地反应，生成SiH3Co(CO)4。